# Adler von Lübeck
Adler von Lübeck (tyska för Örnen av Lübeck) var ett örlogsfartyg av typen galeon som tillhörde Hansan i Lübeck.

## Historia[1][2]
Adler von Lübeck byggdes samtidigt som systerskeppet Fortuna under sjuårskriget som en ersättning för Hansans tidigare galjon Engel. Skeppet blev dock aldrig taget i tjänst eftersom Lübeck redan hade slutit fred med Sverige när det färdigställdes. 

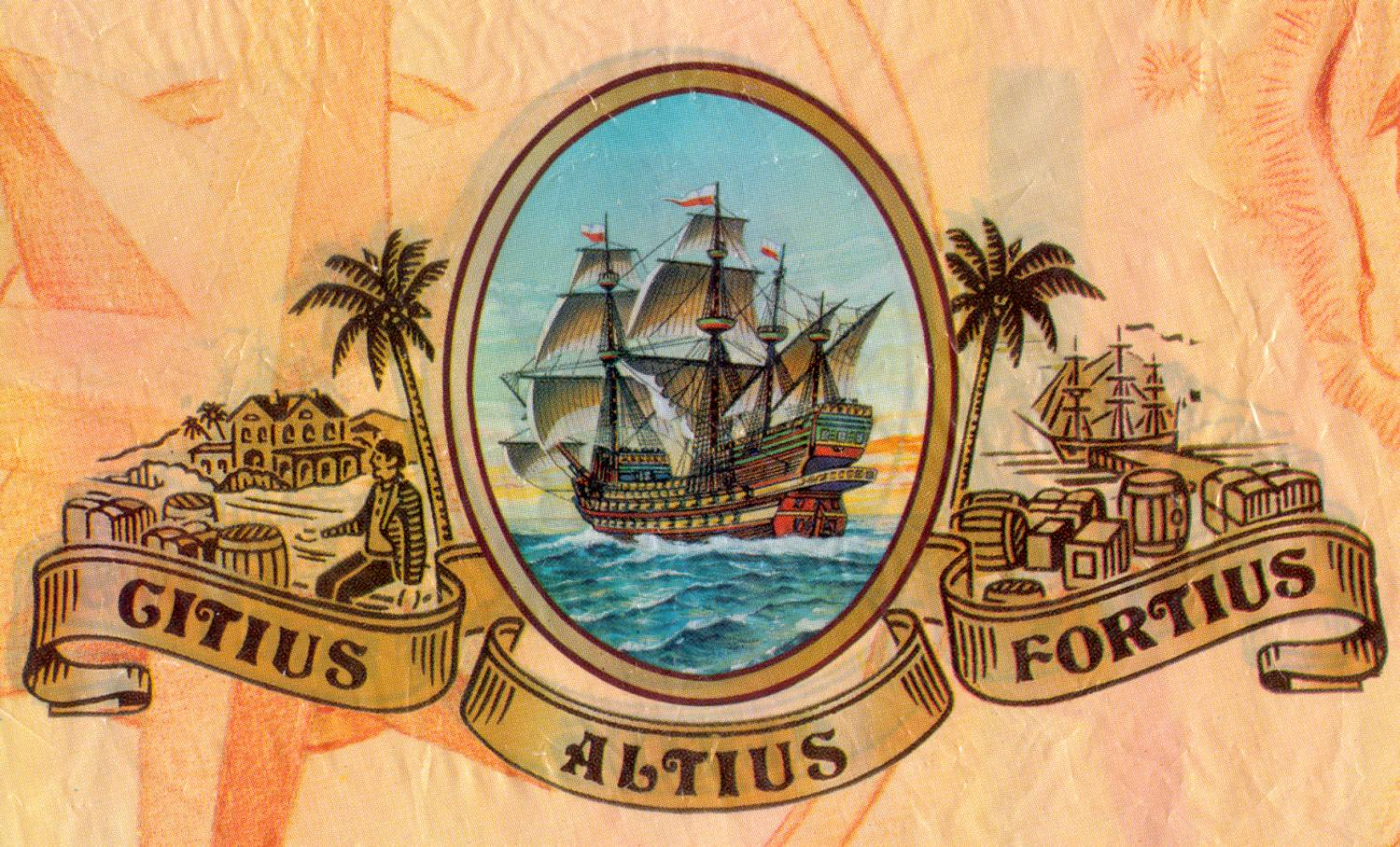
Adler von Lübeck avbildades på Clubmasterpaket från Arnold André åren 1976-2007.

Efter Freden i Stettin 1570 byggdes fartyget om för att bli ett fraktfartyg för salthandel till Iberiska halvön. Dess högsta befälhavare blev Johann Brockes, som senare blev Lübecks borgmästare.
Genom att ta bort några kanoner kunde Adlers lastkapacitet höjas från 1250 ton (625 laster) till ungefär 1600 ton (800 laster). Adler von Lübeck var dock olämplig för den då vanliga saltfrakten, så den kunde inte omvandlas till ett riktigt kommersiellt segelfartyg. Dessutom absorberade fartyget mycket vatten, vilket förmodligen orsakades av att kölbalken böjde sig upp midskepps och det faktum att ramkonstruktionen som användes var olämplig för ett fartyg av denna storlek som var byggt som en karavell.
Fartyget gick till slut sönder 1581 efter att ha träffat en läcka, och tvingades åka till Lissabon, där det såldes för cirka 2000 dukater och dess virke togs till annan användning.
Deutsche Museumswerft har länge planerat att bygga en kopia i skala 1:1 av Adler von Lübeck.

## Galleri

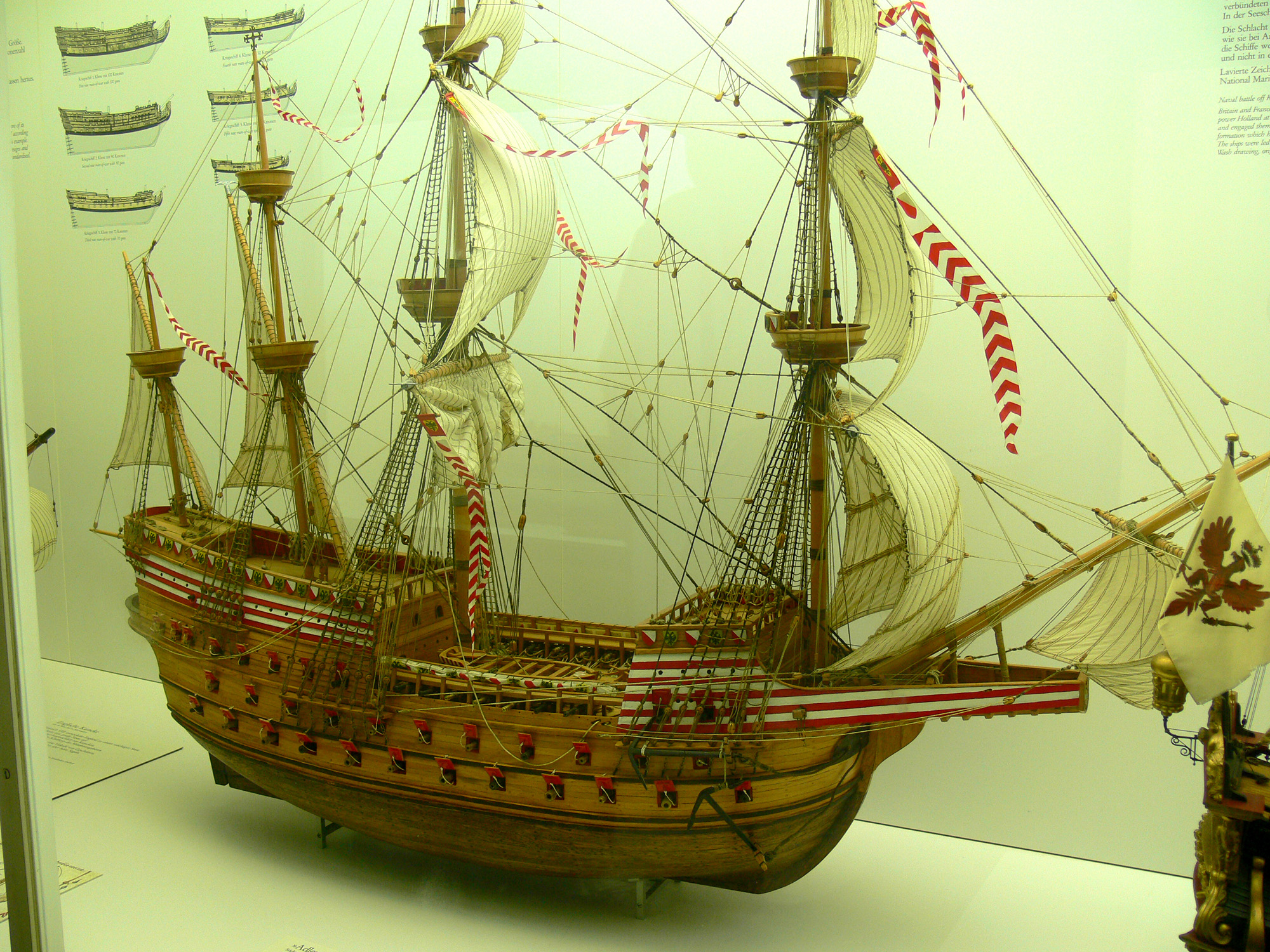
Modell 1
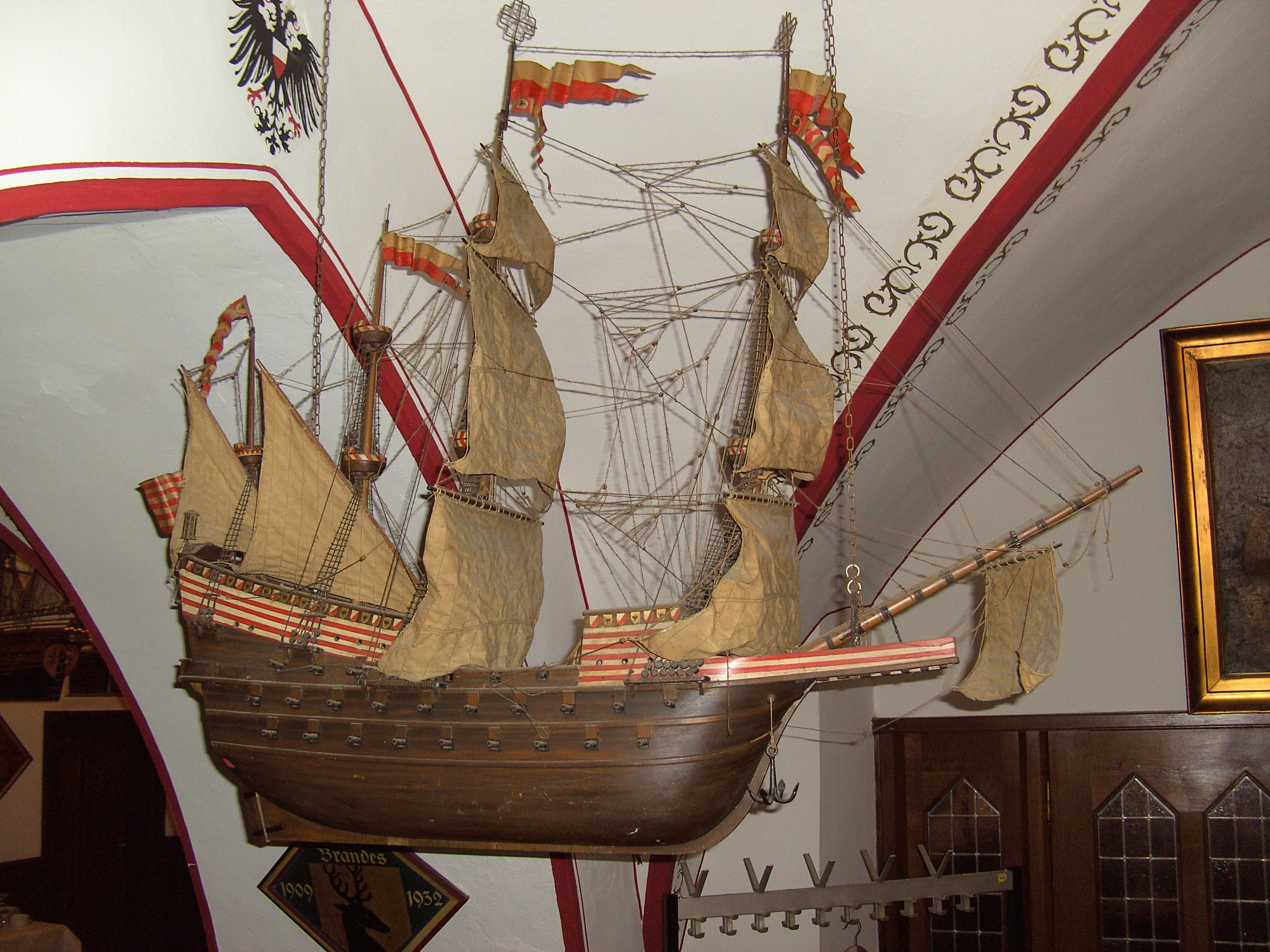
Modell 2
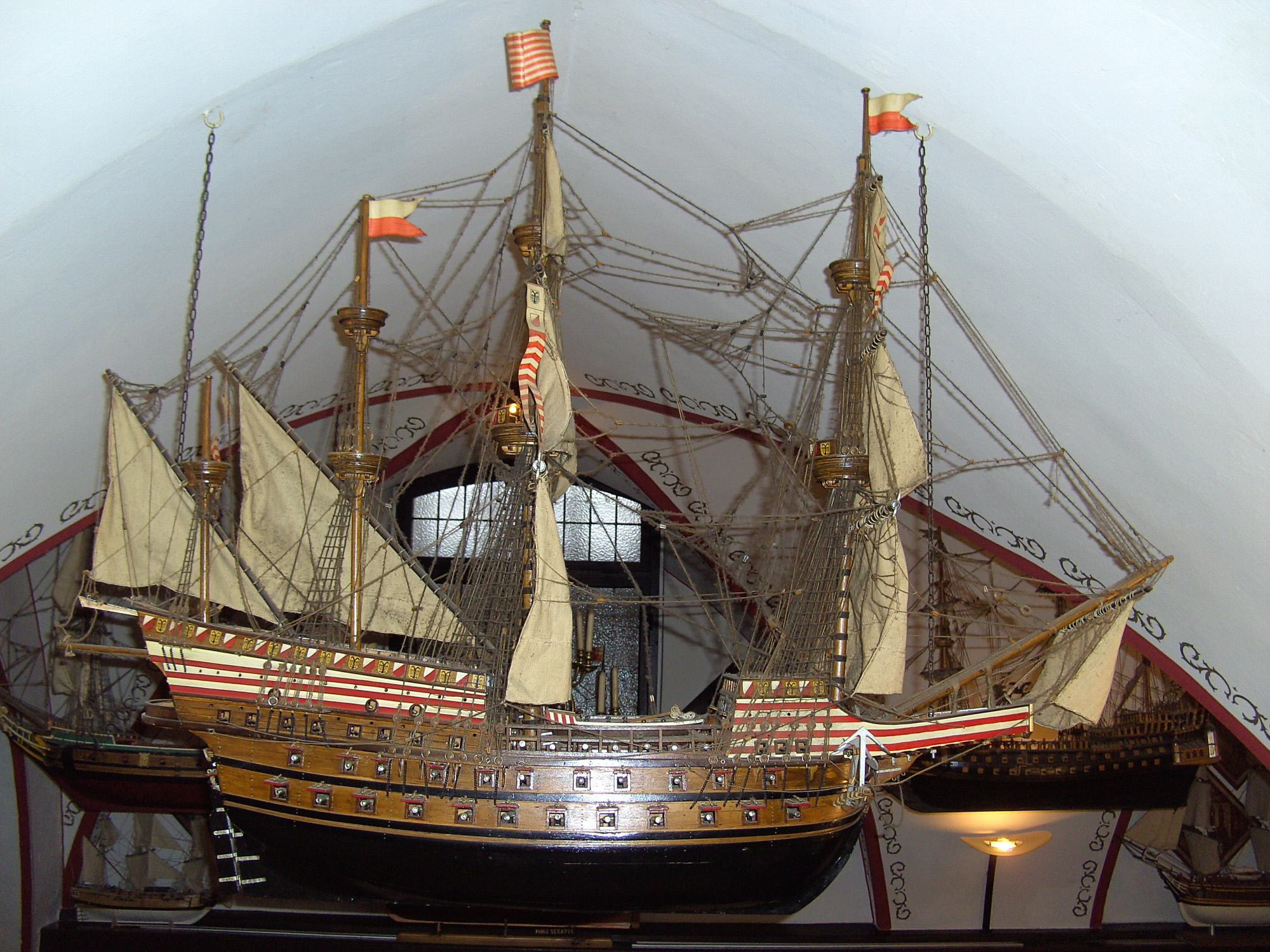
Modell 3
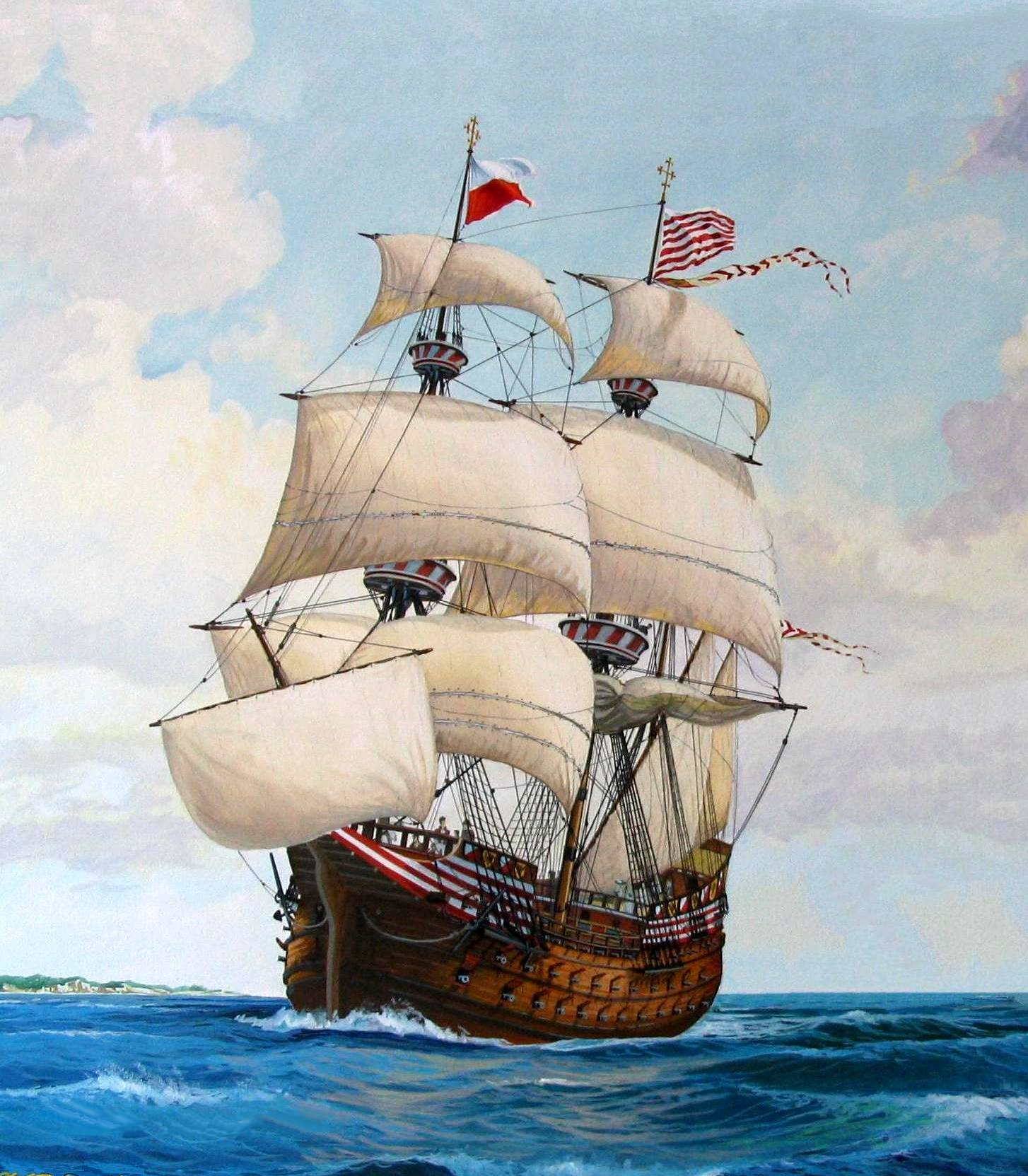
Målning från 2004 av Olaf Rahardt.